# Calocephalus
Calocephalus là một chi thực vật có hoa trong họ Cúc (Asteraceae).

## Loài
Chi Calocephalus gồm các loài: